# Красикова, Александра Егоровна
Александра Егоровна Красикова (1919 — 1984) — передовик советского сельского хозяйства, мастер машинного доения колхоза «Вперёд к коммунизму» Плавского района Тульской области, Герой Социалистического Труда (1966).

## Биография
Родилась в 1919 году в деревне Крекшино Крапивенского уезда Тульской губернии в крестьянской русской семье.  
Работать начала в 1934 году в местном колхозе «Вперёд к коммунизму», в полеводческой бригаде. В годы Великой Отечественной войны работала трактористкой и комбайнёром. Позже перешла трудиться на свиноферму. В 1954 году стала работать дояркой и очень быстро вошла в число передовиков производства. В 1957 году была награждена орденом Трудового Красного Знамени. 
В период седьмой семилетки продолжала показывать высокие результаты по надою молока. 
Указом Президиума Верховного Совета СССР от 22 марта 1966 года за получение высоких результатов в сельском хозяйстве и рекордные показатели в животноводстве Александре Егоровне Красиковой было присвоено звание Героя Социалистического Труда с вручением ордена Ленина и золотой медали «Серп и Молот». 
Позже продолжала трудиться и показывала высокие производственные результаты. Избиралась депутатом Верховного Совета 6-го созыва, являлась депутатом Тульского областного и Красногорского сельского Советов. 
Проживала в Плавском районе Тульской области. Умерла в 1984 году.

## Награды
За трудовые успехи была удостоена:
- золотая звезда «Серп и Молот» (22.03.1966)
- орден Ленина (22.03.1966)
- Орден Трудового Красного Знамени (27.12.1957)
- другие медали.